# Parade of the Athletes
Parade Of The Athletes è stato il primo album mixato pubblicato da Tiësto (2004), contenente vari singoli tra cui Lethal Industry o Adagio For Strings ancora molto famose, e altri brani creati per l'apertura dei Giochi della XXVIII Olimpiade, dove il dj olandese ha mixato tali brani durante la sfilata delle nazioni.

## Tracce
1. Heroes – 8:36
2. Breda 8:PM (DJ Montana Edit) – 6:43
3. Ancent History – 6:06
4. Traffic – 4:10
5. Euphoria – 6:08
6. Athena – 6:17
7. Olympyc Flame – 5:34
8. Lethal Industry – 4:36
9. Coming Home – 6:28
10. Adagio For Strings – 5:57
11. Victorious – 4:38
12. Forever Today – 7:06